# Euphoria (sèrie de televisió)
Euphoria és una sèrie de televisió dramàtica estatunidenca creada i escrita per Sam Levinson per a HBO, basada en la minisèrie israeliana del mateix nom creada per Ron Leshem, Daphna Levin i Tmira Yardeni. La sèrie segueix un grup d'estudiants de secundària a través de les seves experiències d'identitat, trauma, drogues, amistats, amor i sexe, és protagonitzada per Zendaya en el paper principal, junt amb un repartiment format per Maude Apatow, Angus Cloud, Eric Dane, Alexa Demie, Jacob Elordi, Barbie Ferreira, Nika King, Storm Reid, Hunter Schafer, Algee Smith, Sydney Sweeney, Colman Domingo, Javon Walton i Dominic Fike. Es va estrenar el 16 de juny de 2019.
Euphoria ha rebut per una banda comentaris positius per part de la crítica, amb elogis per la seva cinematografia, història, partitura, interpretació (en particular les de Zendaya i Hunter Schafer) i l’aproximació a la seva temàtica madura. Per l'altra banda, es va convertir en objecte de controvèrsia pel seu ús de la nuesa i contingut sexual, que alguns crítics van percebre com a excessiu. La sèrie ha rebut nominacions al British Academy Television Award al millor programa internacional i al TCA Award for Outstanding Achievement in Drama. Per la seva interpretació, Zendaya ha guanyat el Primetime Emmy Award i el Satellite Award a la millor actriu d’una sèrie dramàtica.

## Actors

### Principals
- Zendaya com a Rue Bennett, una adolescent drogodependent en rehabilitació que lluita per trobar el seu lloc al món
  - Janice LeAnn Brown, McKenna Roberts i Aliyah Conley com a Rue de petita
- Maude Apatow com a Lexi Howard, la millor amiga de la infància de Rue, i la germana menor de Cassie
- Angus Cloud com Fezco, un traficant de drogues local amb una estreta relació amb Rue
  - Mason Shea Joyce com a Fezco de petit
- Eric Dane com Cal Jacobs, el pare de Nate que amaga secrets de la seva família
  - Elias Kacavas com a Cal de jove
- Alexa Demie com a Maddy Perez, la nòvia intermitent de Nate
  - Keilani Arellanes com a Maddy de jpetita
- Jacob Elordi com a Nate Jacobs, un atleta de secundària amb problemes de ràbia que emmascaren les seves inseguretats sexuals
  - Gabriel Golub com a Nate de petit
- Barbie Ferreira com a Kat Hernandez, una adolescent acomplexada del seu cos que explora la seva sexualitat
  - Johanna Colón com a Kat de petita
- Nika King com Leslie Bennett, la mare de Rue i Gia
- Storm Reid com a Gia Bennett, la germana menor de Rue
  - Hyla Rayne Fontenot com a Gia de petita
- Hunter Schafer com Jules Vaughn, una xica transgènere que ràpidament es fa amiga de Rue després de traslladar-se a la ciutat
  - Clark Furlong com a Jules de petita
- Algee Smith com a Christopher McKay, un jove jugador de futbol i parella de Cassie que té dificultats per adaptar-se a la universitat
  - Yohance Biagas-Bey i Zakai Biagas Bey com a McKay de petit
- Sydney Sweeney com a Cassie Howard, la germana gran de Lexi i la parella de McKay amb un passat sexual infame que continua afectant la seva vida
  - Kyra Adler com a Cassie de petit
- Colman Domingo com Ali, un home en recuperació de trastorn per consum de substàncies que sovint parla a les reunions de Narcòtics Anònims de Rue i, finalment, es converteix en una mena de padrí per a ella.[4]
- Dominic Fike com a Elliot, un amic de Rue i Jules en la segona temporada.
- Javon Walton com a Ashtray, el "germà petit" i soci de Fezco
  - Daelo Jin Walton com a Ashtray de petit

### Recurrents
- Alanna Ubach com a Suze Howard, mare alcohòlica de Lexi i Cassie.
- Lukas Gage com a Tyler Clarkson, un estudiant universitari que és brutalment atacat per Nate per tenir relacions sexuals amb Maddy en una festa.
- John Ales com a David Vaughn, el pare de Jules.
- Tyler Timmons i Tristan Timmons com a Troy McKay i Roy McKay, germans bessons de McKay.
- Sophia Rose Wilson com a Barbara Brooks, BB, amiga de Maddy, Kat i Cassie.
- Bruce Wexler com a Robert Bennett, el pare de Rue.
- Ruben Dario com a Ted Perez, el pare de Maddy.
- Austin Abrams com Ethan Lewis, l'interès amorós de Kat.
- Keean Johnson com Daniel, l'exparella de Kat que s'interessa per Cassie.
- Paula Marshall com a Marsha Jacobs, la mare de Nate.
- Zak Steiner com a Aaron Jacobs, el germà de Nate.
- Mercedes Colon com a senyora Hernández, la mare de Kat.
- Chloe Cherry com a Faye, la parella d'un amic de Fezco que viu amb ell en la segona temporada.
- Tyler Chase com a Custer, que treballa amb Mouse.
- Meeko com a Mouse, el proveïdor de Fezco.
- Marsha Gambles com Miss Marsha.
- Brynda Mattox com a l'àvia malalta de Fezco, interpretada en Trying to Get to Heaven Before They Close the Door per Kathrine Narducci.
- Pell James com a Amy Vaughn, la mare de Jules.
- Minka Kelly com a Samantha, qui ofereix feina com a cuidadora del seu fill a Maddy en la segona temporada.
- Yukon Clement com a Theo, el fill de Samantha.
- Martha Kelly com a Laurie, narcotraficant en la segona temporada.
- Veronica Taylor com a Bobby, l'ajudant de Lexi en l'obra de teatre.

## Episodis

### Primera temporada (2019)
| Núm. total | Núm. de la temporada | Títol                                                          | Direcció           | Guió         | Data d'emissió original | Espectadors U.S. (milions) |
| ---------- | -------------------- | -------------------------------------------------------------- | ------------------ | ------------ | ----------------------- | -------------------------- |
| 1          | 1                    | «Pilot»                                                        | Augustine Frizzell | Sam Levinson | 16 de juny de 2019      | 0.577                      |
| 2          | 2                    | «Stuntin' Like My Daddy»                                       | Sam Levinson       | Sam Levinson | 23 de juny de 2019      | 0.574                      |
| 3          | 3                    | «Made You Look»                                                | Sam Levinson       | Sam Levinson | 30 de juny de 2019      | 0.493                      |
| 4          | 4                    | «Shook Ones, Pt. II»                                           | Sam Levinson       | Sam Levinson | 7 de juliol de 2019     | 0.609                      |
| 5          | 5                    | «'03 Bonnie and Clyde»                                         | Jennifer Morrison  | Sam Levinson | 14 de juliol de 2019    | 0.579                      |
| 6          | 6                    | «The Next Episode»                                             | Pippa Bianco       | Sam Levinson | 21 de juliol de 2019    | 0.569                      |
| 7          | 7                    | «The Trials and Tribulations of Trying to Pee While Depressed» | Sam Levinson       | Sam Levinson | 28 de juliol de 2019    | 0.549                      |
| 8          | 8                    | «And Salt the Earth Behind You»                                | Sam Levinson       | Sam Levinson | 4 d'agost de 2019       | 0.530                      |

### Especials (2020–21)
| Núm. total | No. special | Títol                                              | Direcció     | Guió                          | Data d'emissió original | Espectadors U.S. (milions) |
| ---------- | ----------- | -------------------------------------------------- | ------------ | ----------------------------- | ----------------------- | -------------------------- |
| 9          | 1           | «Trouble Don't Last Always» «Part 1: Rue»          | Sam Levinson | Sam Levinson                  | 6 de desembre de 2020   | 0.236                      |
| 10         | 2           | «Fuck Anyone Who's Not a Sea Blob» «Part 2: Jules» | Sam Levinson | Sam Levinson i Hunter Schafer | 24 de gener de 2021     | 0.109                      |

### Segona temporada (2022)
| Núm. total | Núm. de la temporada | Títol                                                         | Direcció     | Guió         | Data d'emissió original | Espectadors U.S. (milions) |
| ---------- | -------------------- | ------------------------------------------------------------- | ------------ | ------------ | ----------------------- | -------------------------- |
| 11         | 1                    | «Trying to Get to Heaven Before They Close the Door»          | Sam Levinson | Sam Levinson | 9 de gener de 2021      | 0.254                      |
| 12         | 2                    | «Out of Touch»                                                | Sam Levinson | Sam Levinson | 16 de gener de 2021     | 0.279                      |
| 13         | 3                    | «Ruminations: Big and Little Bullys»                          | Sam Levinson | Sam Levinson | 23 de gener de 2021     | 0.264                      |
| 14         | 4                    | «You Who Cannot See, Think of Those Who Can»                  | Sam Levinson | Sam Levinson | 30 de gener de 2021     | 0.318                      |
| 15         | 5                    | «Stand Still Like the Hummingbird»                            | Sam Levinson | Sam Levinson | 6 de febrer de 2021     | Sense determinar           |
| 16         | 6                    | «A Thousand Little Trees of Blood»                            | Sam Levinson | Sam Levinson | 13 de febrer de 2021    | Sense determinar           |
| 17         | 7                    | «The Theater and Its Double»                                  | Sam Levinson | Sam Levinson | 20 de febrer de 2021    | Sense determinar           |
| 18         | 8                    | «All My Life, My Heart Has Yearned for a Thing I Cannot Name» | Sam Levinson | Sam Levinson | 27 de febrer de 2021    | Sense determinar           |

1. ↑  "Trouble Don't Last Always" es va publicar en línia a HBO Max el 3 de desembre de 2020, abans de la seva emissió per televisió.[13]
2. ↑  "Fuck Anyone Who's Not a Sea Blob" es va publicar en línia a HBO Max el 22 de gener de 2021, abans de la seva emissió per televisió.[15]

## Producció

### Desenvolupament
L'1 de juny de 2017, es va anunciar que HBO estava desenvolupant una adaptació de la sèrie de televisió israeliana de 2012 Euphoria creada per Ron Leshem, Daphna Levin i Tmira Yardeni. La producció estava prevista per a ser escrita per Sam Levinson, que també seria productor executiu al costat de Leshem, Levin, Yardeni, Hadas Mozes Lichtenstein, Mirit Toovi, Yoram Mokadi i Gary Lennon. Levinson va basar la sèrie en les seves pròpies experiències quan era adolescent, incloses les seves lluites amb l'ansietat, depressió i drogodependència. Va dir: «Hi ha aquesta ansietat consistent que crec que existeix en aquesta generació, que va influir tot el procés de creació».
El 13 de març de 2018, el president de la programació de HBO, Casey Bloys, va anunciar que la xarxa havia autoritzat la producció d'un episodi-pilot, a la conferència INTV a Jerusalem. Es va informar a més que A24 serviria com a productora per al pilot. El 27 de març de 2018 es va anunciar que Augustine Frizzell dirigiria l'episodi-pilot i actuaria com a coproductor executiu. El 30 de juliol de 2018 es va anunciar que HBO havia encarregat a la producció començar la sèrie i que cada episodi fora escrit per Levinson. Entre els productors executius addicionals s'incloïen Drake, Future the Prince, Ravi Nandan i Kevin Turen, mentre que les companyies de producció implicades incloïen A24 Television.
L'11 de juliol de 2019, la sèrie es va renovar per una segona temporada, la qual va estar precedida per dos episodis especials d’una hora, El primer, titulat "Trouble Don't Last Always", es va estrenar el 6 de desembre de 2020 i segueix les conseqüències del final de l'anterior temporada. El segon especial, titulat "Fuck Anyone Who's Not a Sea Blob", es va estrenar el 24 de gener de 2021 i segueix el vessant de la història de Jules. La segona temporada es va estrenar el 9 de gener de 2022 i el 4 de febrer es va anunciar que es renovaria per a una tercera.
Els pòsters promocionals de la sèrie van ser dissenyats per Percival & Associates.

### Càsting
El 5 de juny de 2018 es va anunciar que el pilot estaria protagonitzat per Zendaya, Storm Reid, Maude Apatow, Astro, Eric Dane, Angus Cloud, Alexa Demie, Jacob Elordi, Barbie Ferreira, Nika King, Hunter Schafer i Sydney Sweeney. El 31 d'octubre de 2018, es va informar que Algee Smith substituiria Astro en el paper de McKay. Es va informar a més que Austin Abrams també s'havia sumat al repartiment a la sèrie. L'abril de 2020, es va anunciar que Kelvin Harrison Jr. també s'havia unit al repartiment de la segona temporada, però al maig va anunciar que va haver d'abandonar el rodatge per problemes d'agenda. A l'agost de 2021 es va anunciar que s'unirien al repartiment Dominic Fike, Minka Kelly i Demetrius "Lil Meech" Flenory Jr.
El 22 de febrer de 2022, es va anunciar que Smith havia abandonat la sèrie després de protagonitzar dos episodis de la temporada 2. El 24 d'agost de 2022, Ferreira va anunciar a través d'una història d'Instagram que havia decidit abandonar la sèrie.

### Rodatge
Les ubicacions de rodatge foren el Sony Studios a Los Angeles, Del Amo Fashion Center a Torrance i Ulysses S. Grant High School a Valley Glen. Estava previst que la producció de la segona temporada s'iniciara el segon trimestre del 2020, i es va fer la primera lectura dels diàlegs l’11 de març. No obstant això, segons Deadline Hollywood, es va endarrerir indefinidament a causa de la pandèmia de COVID-19. La producció de la segona temporada va començar el març de 2021 i es va començar a rodar en abril.
A diferència de la temporada anterior, que es va rodar digitalment, la temporada 2 es va rodar amb pel·lícules Kodak Ektachrome, ja que el director de fotografia Marcell Rév va voler representar "una mena de record de l'institut".

### Música
La partitura d'Euphoria va ser composta pel cantant, compositor i productor anglès Labrinth. En una entrevista amb Rolling Stone, va afirmar: "Quan mires enrere els teus dies d'adolescència, se sent semimàgic, però semiboig i semipsicòtic. Volia assegurar-me que la música se sentia com aquestes coses". La cançó "All for Us", interpretada per Labrinth i Zendaya, es deixa entreveure durant tota la primera temporada, però el gran nombre musical es va representar al final del final de la temporada.
La sèrie també fa un ús inusualment extens de la música popular, incloent-hi hip-hop, trap, R&B, música experimental, indie rock, estàndards i doo-wop, amb alguns episodis amb més de 20 cançons. Pel seu treball a la primera temporada d’Euphoria, els supervisors musicals Jen Malone i Adam Leber van guanyar el premi Guild of Music Supervisors 2020 a la millor supervisió musical en un drama televisiu.

#### Primera temporada
Sony Music Entertainment va publicar l’àlbum de la banda sonora de la primera temporada el 4 d’octubre de 2019 per a la seva descàrrega digital i en vinil el 10 de gener del 2020.
Llista de cançons
| Núm.          | Títol                      | Durada |
| ------------- | -------------------------- | ------ |
| 1.            | «New Girl»                 | 1:02   |
| 2.            | «Formula»                  | 1:31   |
| 3.            | «Preparing for Call»       | 0:28   |
| 4.            | «Forever»                  | 3:22   |
| 5.            | «Planning Date»            | 1:41   |
| 6.            | «Nate Growing Up»          | 2:33   |
| 7.            | «Home from Rehab»          | 0:43   |
| 8.            | «We All Knew»              | 3:01   |
| 9.            | «Say Goodnight»            | 0:43   |
| 10.           | «Shy Guy»                  | 1:25   |
| 11.           | «Following Tyler»          | 1:28   |
| 12.           | «Still Don't Know My Name» | 2:33   |
| 13.           | «Kat's Denial»             | 1:30   |
| 14.           | «Slideshow»                | 0:56   |
| 15.           | «Family Vacation»          | 0:22   |
| 16.           | «Grapefruit Diet»          | 1:35   |
| 17.           | «WTF Are We Talking For»   | 2:51   |
| 18.           | «Euphoria Funfair»         | 10:07  |
| 19.           | «The Lake»                 | 3:45   |
| 20.           | «Maddy's Story»            | 4:51   |
| 21.           | «Demanding Excellence»     | 3:30   |
| 22.           | «McKay & Cassie»           | 1:32   |
| 23.           | «Gangster»                 | 2:30   |
| 24.           | «When I R.I.P.»            | 2:54   |
| 25.           | «Arriving at the Formal»   | 5:58   |
| 26.           | «Virgin Piña Coladas»      | 0:22   |
| Durada total: | Durada total:              | 63:13  |

## Cinematografia
El creador de la sèrie Sam Levinson i el director de fotografia Marcell Rév van treballar junts en el projecte de pel·lícula Assessination Nation, anterior a Euphoria. D’aquest projecte conjunt, també basat en vides adolescents, va sorgir la idea estètica inicial d’Euphoria. Per tant, es pot dir que la cinematografia d’Euphoria precedeix el guió o la producció.
L'equip format per Sam Levinson i Marcell Rév estableix una estètica concreta amb la intenció de mostrar com els adolescents imaginen com han de ser les seves vides. Aquesta estètica no es basa estrictament en el realisme sinó en el concepte de realisme emocional. El realisme emocional es proposa mostrar les emocions dels personatges però no pretén mostrar el món que els envolta com veritablement és. A partir d’aquesta idea es va establir tota una visió estètica única per a la sèrie, la qual s'endinsa emocionalment al món dels adolescents i es desenvolupa amb els transcurs dels capítols.
Rév va abandonar el projecte d’Euphoria per col·laborar en un altre però el seu treball va ser continuat per altres cinematògrafs que van seguir amb la seva visió estètica originària.
| Núm. total | Núm. temporada | Títol                                                          | Director de fotografia      |
| ---------- | -------------- | -------------------------------------------------------------- | --------------------------- |
| 1          | 1              | "Pilot"                                                        | Marcell Rév                 |
| 2          | 2              | "Stuntin' Like My Daddy"                                       | Marcell Rév André Chemetoff |
| 3          | 3              | "Made You Look"                                                | Marcell Rév                 |
| 4          | 4              | "Shook Ones, Pt. II"                                           | Marcell Rév                 |
| 5          | 5              | "03 Bonnie and Clyde"                                          | Drew Daniels                |
| 6          | 6              | "The Next Episode"                                             | Drew Daniels                |
| 7          | 7              | "The Trials and Tribulations of Trying to Pee While Depressed" | Adam Newport                |
| 8          | 8              | "And Salt the Earth Behind You2                                | Adam Newport                |

| Núm. total | Núm. especial | Títol                                              | Director de fotografia |
| ---------- | ------------- | -------------------------------------------------- | ---------------------- |
| 9          | 1             | "Trouble Don't Last Always" "Part 1: Rue"          | Marcell Rév            |
| 10         | 2             | "Fuck Anyone Who's Not a Sea Blob" "Part 2: Jules" | Marcell Rév            |

Alhora que l'estètica general d’Euphoria gairebé sempre es manté elevada i intacta, és important per Levinson i els seu equip de cinematògrafs apropar-se a la sèrie escena per escena, intentat arribar a l’aprofundiment emocional de cada escena o seqüència requereix i parteixen d’aquest requisit per configurar la llum, els colors, els moviments de càmera i l'energia d’aquests.

### Color
A l'hora de considerar una paleta de color per a la sèrie, l'equip format per Levinson i Rév buscava simplicitat. L'equip de cinematògrafs tenia la intenció d’aportar color i vivacitat a les escenes per arribar, d’alguna manera, a sentir “l'elevació” i emoció que caracteritza la trama. En contraposició, no volien un excés de colors que trenquessin amb l’atmosfera intensa o la falta  d’un ordre que els regulés. Per tant, Marcell Rév, la majoria de vegades, acaba utilitzant colors primaris, una paleta de colors molt saturada i confia molt en el contrast bàsic blau-taronja tant en escenes de dia com de nit.

### Llum
Euphoria destaca en la utilització de llums i efectes altament cinematogràfics. La il·luminació de les escenes de dia tenen com a base l’ambient blau del cel i la calidesa del sol. A escenes exteriors de nit, els cinematògrafs es basen en elements com la llum de la lluna, la llum blava de fons, i la llum groga de fanals dels carrer com a eina per crear contrastos. Hi ha també moltes escenes ambientades en festes de nit en les quals predominen el blau, el vermell o algún altre color bàsic, però sempre un definit i concret, creant escenes gairebé monocromàtiques.Tant en el rodatge en espais interiors i exteriors o escenes de dia o de nit, Rév i l'equip de cinematògrafs confia en les mateixes eines d’il·luminació. Per exemple: les tradicionals llums de tungstè fàcils de controlar o els HMI que emeten llum semblant a la llum solar i, sobretot, llums LED i Skypanels.

### Càmera
Els moviments de càmera són un element vertebrador del projecte cinematogàfic el qual destaca al llarg de la primera temporada. Actuen com a unificador d’escenes i reuneixen l'energia de les diferents històries dins la trama.
Els moviments de càmera presenten gran sofisticació amb la utilització infinita de tècniques com whip pan o seqüències que transiten d’un personatge a un altre. Tot i la improvisació i experimentació en els moviments de càmera, les imatges segueixen els guions il·lustrats del director artístic Peter Beck. L'exemple més clar de sofisticació i excel·lència en la coreografia de la càmera apareix a la introducció del capítol 4, “Shook One: Pt II”. Ambientat en una nit de carnaval, el clip inicial és una seqüència de 10 minuts que connecta tots els personatges en una mateixa escena utilitzant l'espai com a mitjà unificador, un espai caòtic en el qual el moviment no descansa. Aquest escena va ser rodada amb l’ajuda d’eines de rodatge com una dolly sobre rails de 30 metres, una Technocrane o tècniques com els talls i unió d’imatges per aconseguir seqüències que viatgessin des del nivell del terra fins al punt més alt de la roda de fira amb gran energia.

### Influències
Les referències visuals de Sam Levinson I Marcell Rév a l'hora de crear l'estática visual de la sèrie s'influencien de pel·lícules com Magnolia.

## Recepció

### Resposta crítica

#### Primera temporada
La primera temporada va rebre una resposta positiva per part de la crítica, amb grans elogis a la interpretació, història, visuals i enfocament a temes madurs. Al lloc web de ressenyes, Rotten Tomatoes, la primera temporada té una puntuació positiva del 82%, amb una qualificació mitjana de 7,33/10 basada en 95 ressenyes, per la qual cosa està designada com a fresca certificada. El resum de consens crític del lloc web afirma: «Tot i que, de vegades, és difícil de veure, Euphoria equilibra la seva brutal honestedat amb un ull empàtic i visualment preciós per crear una sèrie il·luminadora i desafiadora única, unida per una actuació poderosament discreta de Zendaya». Metacritic, que utilitza una mitjana ponderada, va assignar una puntuació de 68 sobre 100, basada en 26 crítics, indicant «ressenyes generalment favorables».
Ben Travers, d'IndieWire, va elogiar l’autenticitat del programa i com HBO «es fonamenta en la crua realitat». A més, va elogiar la interpretació i la narració de Zendaya i com aconsegueix satisfer el paper principal. Tim Goodman de The Hollywood Reporter va elogiar l'actuació de Zendaya i els temes principals. Pilot Vireut d'Observer va elogiar la sèrie per ser visualment impressionant, així com la interpretació del conjunt, però va criticar que l'escriptura fos "inestable, plena de línies sense relació", i va recomanar que el programa "mantinguera el focus estret".
La sèrie va obtenir crítiques de l'organització conservadora Parents Television Council després que es va informar que un dels episodis contenia "prop de 30 penis en pantalla" i una escena d'estupre en pantalla. El Parents Television Council també va criticar que el programa comercialitzés "contingut gràfic per a adults" envers els adolescents.

#### Especials
El primer dels dos episodis especials va rebre elogis de la crítica per la seva escriptura, interpretacions i canvi de to i contingut respecte a la primera temporada. A Rotten Tomatoes, l'episodi té una puntuació del 96%, amb una puntuació mitjana de 8,44/10 basada en 26 ressenyes. El consens crític del lloc web diu: "Euphoria redueix el tempo sense perdre el ritme en un episodi especial que combina una Zendaya crua amb un Colman Domingo constant per crear una petita màgia a la pantalla". A Metacritic, l'episodi té una puntuació mitjana ponderada de 84 sobre 100, basada en 10 ressenyes, que indiquen "aclamació universal".
El segon dels dos episodis especials també va rebre elogis de la crítica, amb elogis particulars per l’actuació de Schafer, així com per l'enfocament diferent del primer especial, la seva ressonància emocional i la seva exploració de la identitat trans. A Rotten Tomatoes, l'episodi té una puntuació del 94%, amb una puntuació mitjana de 7,58 / 10 basada en 17 ressenyes. El consens crític del lloc web diu: "En centrar-se en el viatge de Jules, F*ck Anyone Who Not Not a Sea Blob afegeix profunditat al seu personatge i dona a Hunter Schafer molt d'espai per brillar". A Metacritic, l'episodi té una puntuació mitjana ponderada de 78 sobre 100, basada en 10 ressenyes, que indiquen "opinions generalment favorables".